# Vincent Tshabalala
Vincent Tshabalala (Johannesburg, 16 maart 1943 – aldaar, 3 juni 2017) was een Zuid-Afrikaanse golfprofessional.

## Biografie
Omdat Vincent Tshabalala niet blank is, mag hij in zijn jonge jaren niet op de Zuid-Afrikaanse Tour spelen. Met behulp van de blanke Gary Player, op dat moment de beste speler van Zuid-Afrika, kwalificeert hij zich voor enkele toernooien in de Verenigde Staten en Europa, waar hij in 1976 het Franse Open wint.
Nadat Nelson Mandela's partij in het begin van de jaren 90 de Apartheid afschaft mag hij op de Zuid-Afrikaanse Tour spelen. Als hij vijftig wordt, gaat hij naar de European Seniors Tour. Hij heeft daar nooit gewonnen, maar heeft vier jaren in de top 20 gestaan.

### Nelson Mandela Invitational
De NMI wordt in 2000 gestart en is de grootste benefiet golfwedstrijd in Zuid-Afrika geworden. De opbrengst gaat naar de Nelson Mandela Children’s Foundation and de Player Foundation. Er wordt gespeeld in teams van twee professionals en twee amateurs. Gary Player treedt op als gastheer, Coca Cola als sponsor.
Ieder team bestaat uit een senior pro, een tour-pro, een beroemdheid en een zakenman. Er wordt een vier-bal-best-bal gespeeld over 36 holes, verdeeld over twee dagen. Er zijn tien teams. De twee professionals spelen tegelijkertijd een better-ball strokeplay.
Het toernooi wordt sinds 2003 op de dan vier jaar oude baan van de Arabella Golf Club (1999) in Kleinmond gehouden. In 2004 wint Tsabalala de NMI spelend met Ernie Els, en in 2005 spelend met Tim Clark. In 2006 doet ook een vrouwelijke pro mee, de Zweedse Helen Alfredsson, die het jaar daarop captain is van het Europese team in de Solheim Cup.